# Schtscholkowo
Schtscholkowo (russisch Щёлково) ist eine russische Stadt in der Oblast Moskau. Sie liegt am Fluss Kljasma rund 35 km nordöstlich von Moskau und hat 110.411 Einwohner (Stand 14. Oktober 2010).

## Geschichte

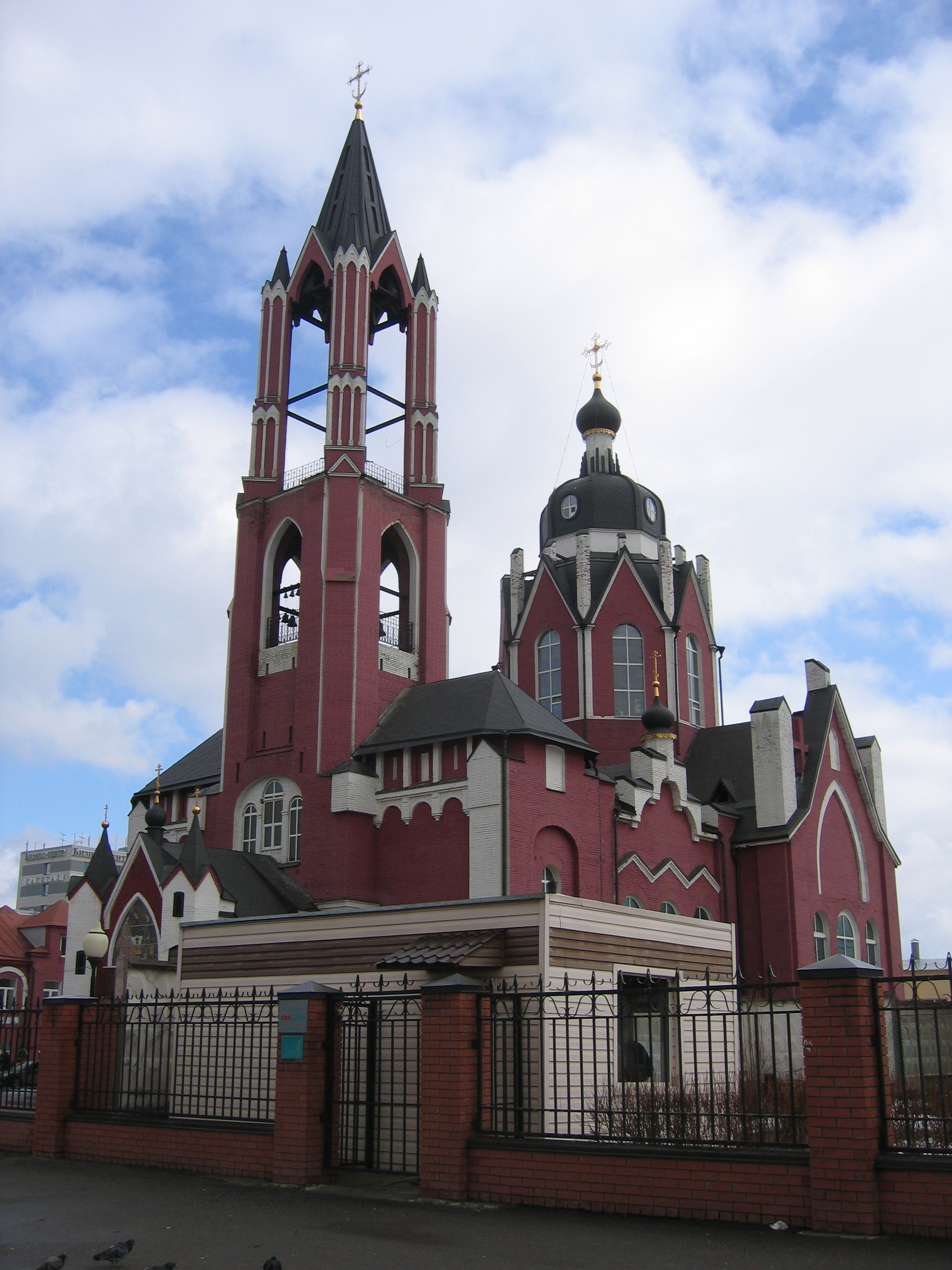
Kathedrale der Hl. Dreifaltigkeit in Schtscholkowo

Schtscholkowo ging aus einem gleichnamigen Dorf hervor, das seit den 1520er-Jahren bekannt war und früher im Besitz des Sergijew Possader Dreifaltigkeitsklosters war. Seit dem 18. Jahrhundert entwickelte sich das Dorf zu einem bedeutenden Handwerksort, vor allem wegen der dort betriebenen Seidenweberei. Erste Textilfabriken entstanden in Schtscholkowo Mitte des 19. Jahrhunderts. Eine davon wurde vom preußischen Fabrikanten Ludwig Rabeneck aus Elberfeld (heute zu Wuppertal) gegründet und besteht bis heute unter dem Namen Kalinin-Baumwollkombinat Schtscholkowo (Щёлковский хлопчатобумажный комбинат имени М. И. Калинина).
1925 wurde das heutige Schtscholkowo aus dem früheren Dorf Schtscholkowo und einigen umliegenden Dörfern gebildet. Zugleich erhielt der Ort Stadtrechte.

### Bevölkerungsentwicklung
| Jahr | Einwohner |
| ---- | --------- |
| 1926 | 12.000    |
| 1939 | 27.209    |
| 1959 | 62.051    |
| 1970 | 78.288    |
| 1979 | 100.281   |
| 1989 | 109.255   |
| 2002 | 112.865   |
| 2010 | 110.411   |

Anmerkung: Volkszählungsdaten (1926 gerundet)

## Wirtschaft und Infrastruktur
Auch heute noch spielt die Textilindustrie in Schtscholkowo eine wichtige Rolle, weitere bedeutende Industriezweige sind die chemische Industrie und der Maschinenbau.
Schtscholkowo hat einen Eisenbahnanschluss an einer Nebenstrecke der Transsibirischen Eisenbahn. Es bestehen regelmäßige Zugverbindungen zwischen Schtscholkowo und dem Jaroslawler Bahnhof in Moskau.
Am südöstlichen Stadtrand befindet sich der Militärflugplatz Tschkalowski.

## Partnerstädte
Schtscholkowo unterhält seit 1992 mit Hemer in Deutschland eine Städtepartnerschaft. Eine weitere Partnerstadt ist Browary in der Ukraine.

## Persönlichkeiten
- Michail Iljinski (1856–1941), Chemiker
- Albert Schirjajew (* 1934), Mathematiker
- Gennadi Bessonow (* 1944), Leichtathlet
- Alexander Skworzow (* 1966), Kosmonaut
- Roman Romanenko (* 1971), Kosmonaut
- Julija Tichonowa (* 1986), belarussisch-russische Skilangläuferin
- Jekaterina Rjabowa (* 1997), Sängerin